# مورادايلو دي روا
بلدية مورادايلو دي روا (بالإسبانية: Moradillo de Roa)‏, هي إحدى بلديات مقاطعة برغش, التي تقع في منطقة قشتالة وليون, والتي تقع في شمال غرب إسبانيا.
يبلغ عدد سكانها 219 نسمة وفقاً لإحصائية سنة (2002).